# Vessletjärnen (Silbodals socken, Värmland)
Vessletjärnen är en sjö i Årjängs kommun i Värmland och ingår i Göta älvs huvudavrinningsområde. Sjöns area är 0,006 kvadratkilometer och den befinner sig 145 meter över havet.